# Janina Klassen
Janina Klassen (* 1953 in Bad Salzuflen) ist eine deutsche Musikwissenschaftlerin und emeritierte Hochschullehrerin der Hochschule für Musik Freiburg.

## Leben
Klassen studierte Musikwissenschaft, Germanistik, Philosophie und Italienisch in Freiburg, Wien, Paris, Siena und Kiel. Sie arbeitete zunächst im Christians Verlag in Hamburg und als Dozentin für Musiktheorie. Nach verschiedenen Vertretungen und Lehraufträgen sowie freiberuflicher Tätigkeit als Autorin, Dramaturgin und Herausgeberin wurde sie 1988 mit einer Dissertation über Clara Wieck-Schumann – die Virtuosin als Komponistin. Studien zu ihrem Werk an der Christian-Albrechts-Universität zu Kiel promoviert. An der Technischen Universität Berlin habilitierte sie sich mit einer Studie über musikalisch-rhetorische Figuren im Kontext von Musikschriften des 16. bis 18. Jahrhunderts. Von 1999 bis 2022 lehrte sie als Professorin für Musikwissenschaft an der Hochschule für Musik Freiburg, wo sie auch Mitglied des Senats war. Sie publizierte Beiträge zu aktueller Musik und Musikkonzepten, musikgeschichtlichen Themen, Musik-Sprachtheorie sowie zur Gender- und Hörtheorie. 2009 veröffentlichte sie eine maßgebliche Biografie Clara Schumanns.

## Auszeichnungen
- Fakultätspreis der Christian-Albrechts-Universität zu Kiel für die Dissertation
- Robert-Schumann-Preis der Stadt Zwickau 2019 (gemeinsam mit Ragna Schirmer)[1][7]

## Werke
- Janina Klassen: Clara Schumann: Musik und Öffentlichkeit. Böhlau, Köln/Weimar/Wien 2009, ISBN 978-3-412-19405-5.

## Weblink
- Verzeichnis der Schriften von Janina Klassen in der Bibliographie des Musikschrifttums am Staatlichen Institut für Musikforschung Berlin.